# Ravno Rašće
Ravno Rašće is een plaats in de gemeente Glina in de Kroatische provincie Sisak-Moslavina. De plaats telt 163 inwoners (2001).